# American Folk Art Museum

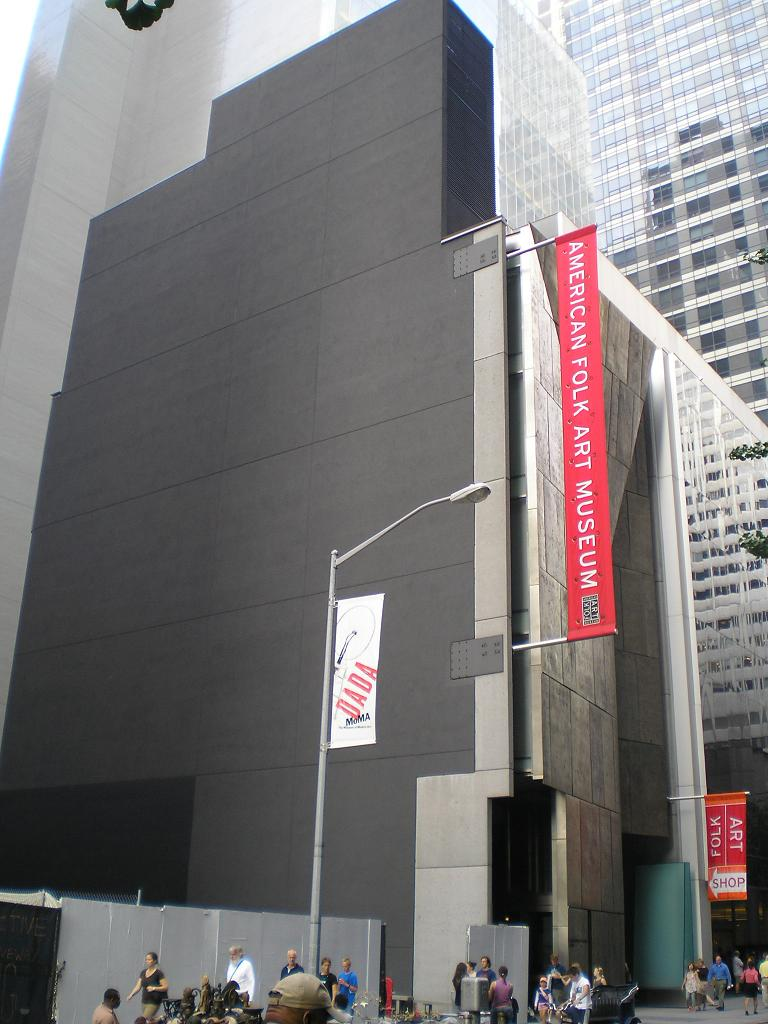
American Folk Art Museum

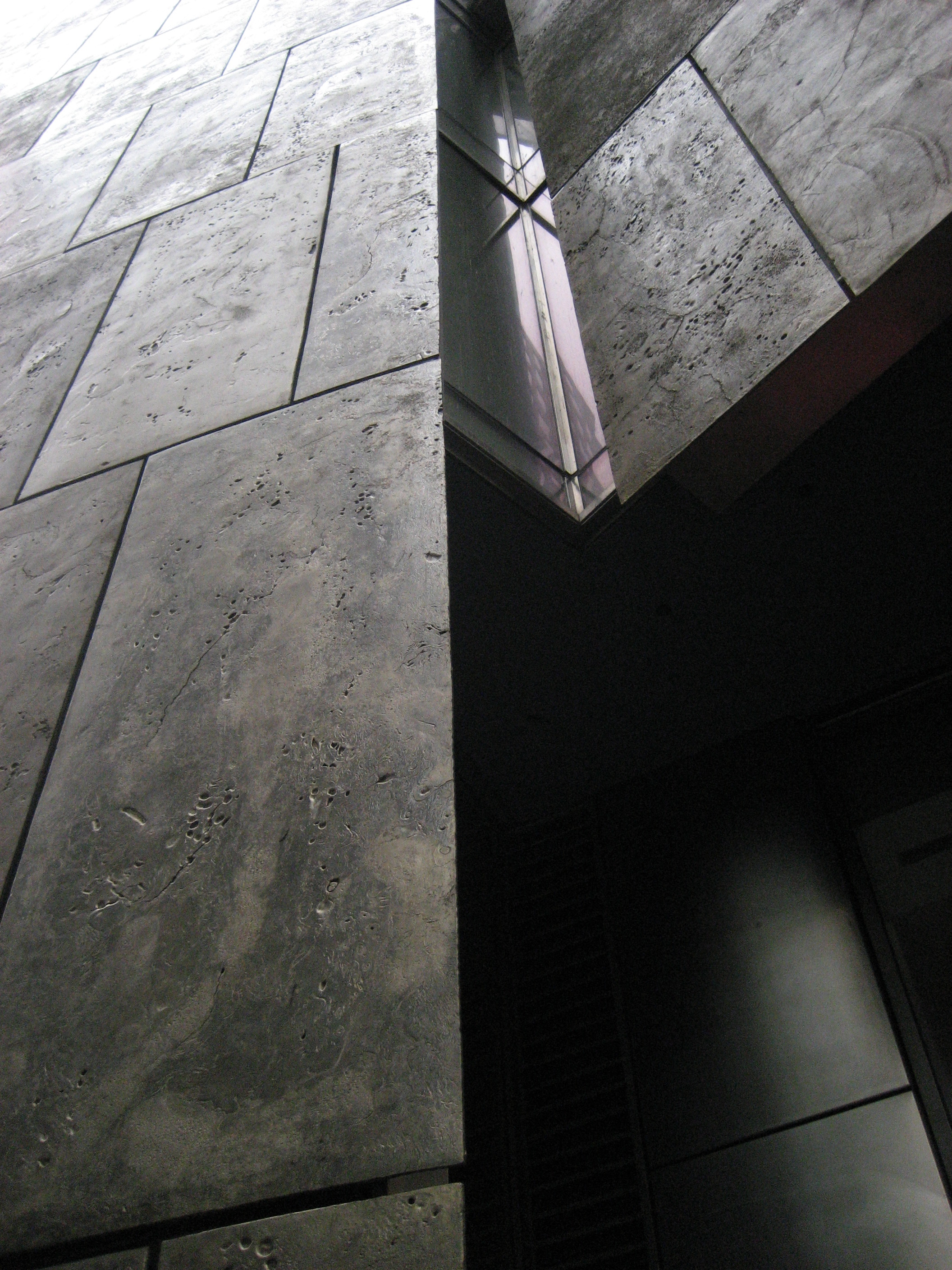
Museets fasad

The American Folk Art Museum, tidigare Museum of Early American Folk Arts, grundades 1961. Museet öppnades på sin nuvarande plats på West 53rd Street i New York, USA i december 2001.

## Bildgalleri

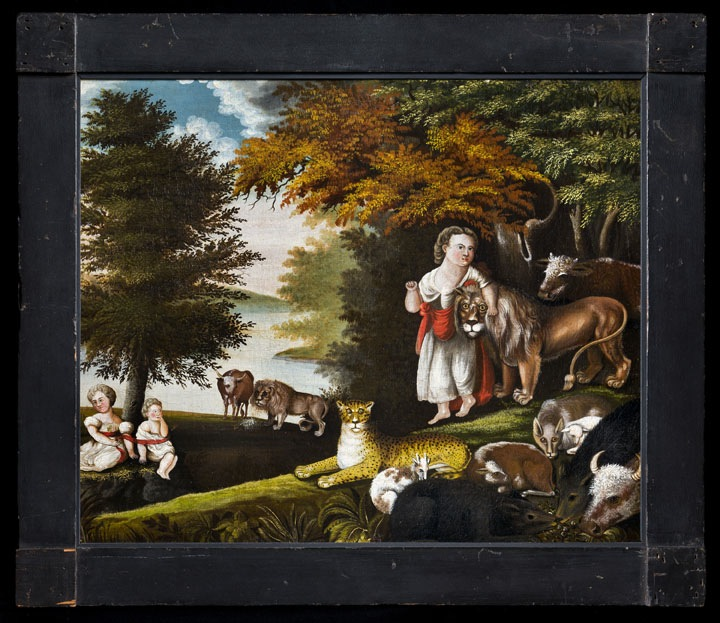
Edward Hicks, Peaceable Kingdom, 1829–31
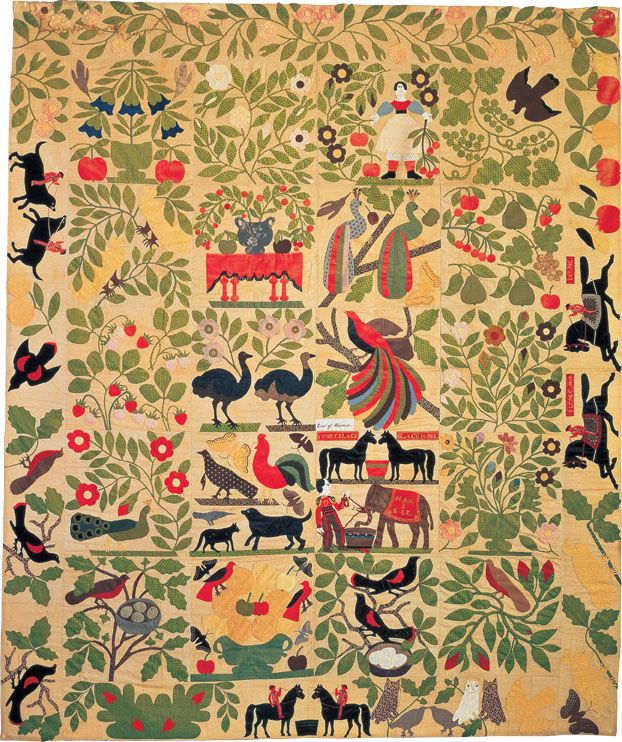
Okänd konstnär: Bird of Paradise Quilt Top, 1858–63
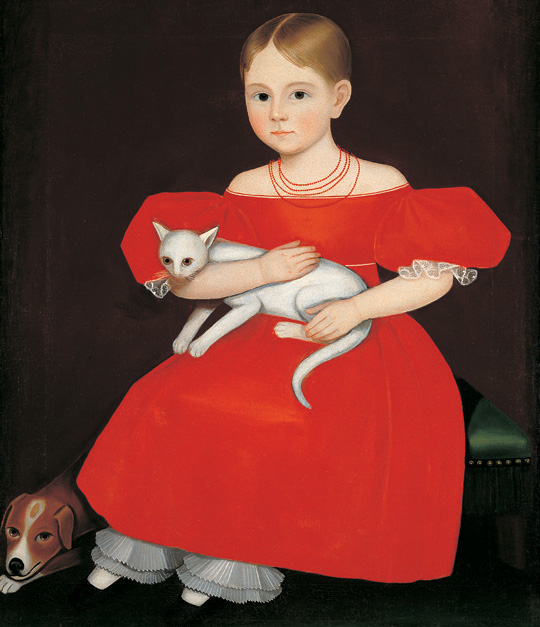
Ammi Phillips: Girl in Red Dress with Cat and Dog, 1830-35
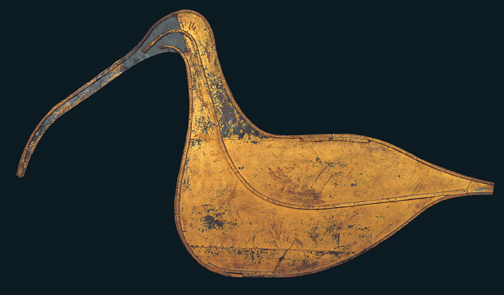
Okänd konstnär: Hudsonian Curlew Weathervane, 1874
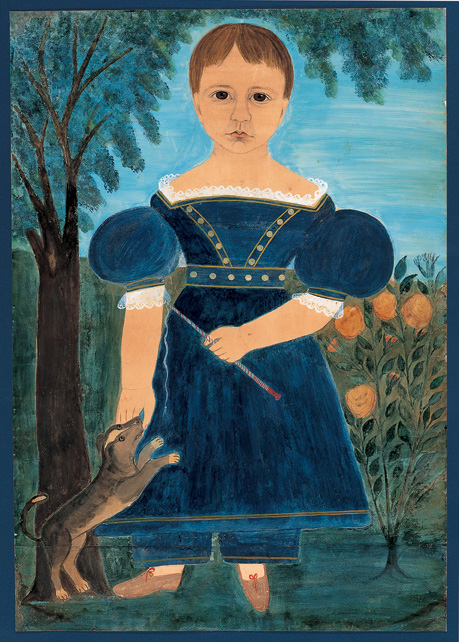
Samuel Addison Shute och Ruth Whittier Shute: Master Burnham, 1831-32
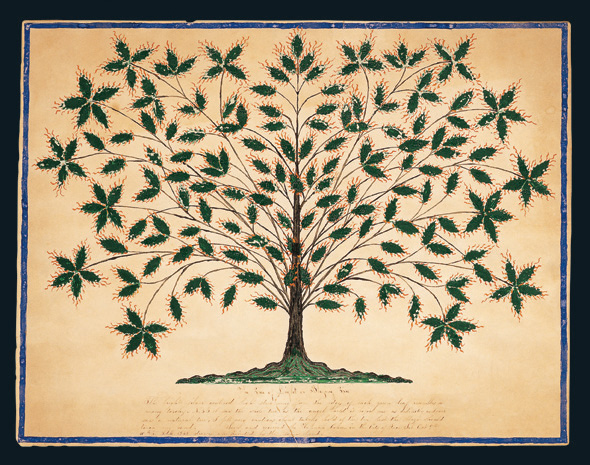
Hannah Cohoon: The Tree of Light or Blazing Tree, 1845